# ديف (مغن راب)
ديف هو مغنِّ،ومغن راب، وممثل وكاتب أغانٍ بريطاني ولد في 5 يونيو 1998.

## روابط خارجية
ديف على موقع IMDb (الإنجليزية)
- ديف على موقع روتن توميتوز (الإنجليزية)
- ديف على موقع ميوزك برينز (الإنجليزية)
- ديف على موقع أول ميوزيك (الإنجليزية)
- ديف على موقع ديسكوغز (الإنجليزية)